# Carlo Caputo

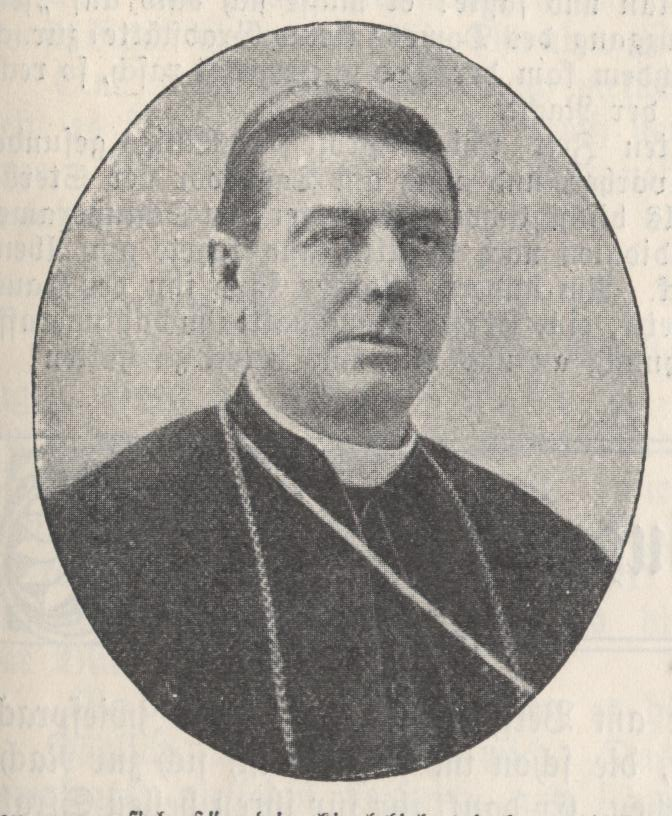
Msgr. Carlo Caputo, Apostolischer Nuntius in Bayern.

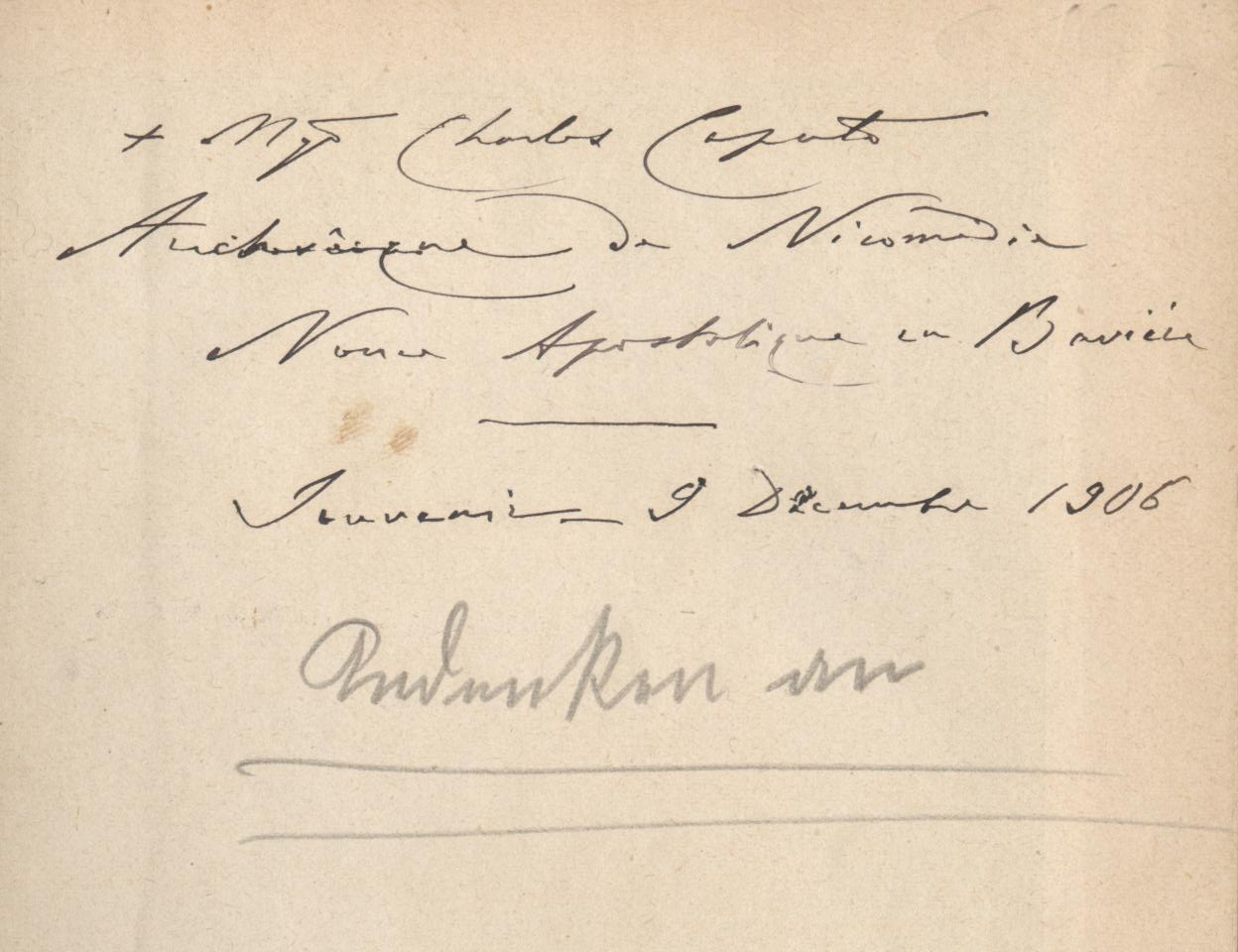
Eigenhändige (französische) Buchwidmung „+ Mgr. Charles Caputo, Archeveque de Nicomedia, Nonce Apostolique in Baviere“, 1906, aus einem Buch über die Wallfahrt in Altötting.

Carlo Caputo (* 5. November 1843 in Neapel, Italien; † 25. September 1908 ebenda) war ein katholischer Priester, Diözesanbischof von Monopoli und Aversa, dann Titularerzbischof von Nikomedia und von 1904 bis 1907 Apostolischer Nuntius in Bayern.

## Leben
Carlo Caputo ist 1843 in Neapel geboren, studierte in seiner Heimatstadt und wurde dort am 16. März 1867 von Kardinal Sisto Riario Sforza zum Priester geweiht. Seine höheren Studien vollendete er an der Akademie der adeligen Kleriker in Rom, wo er sich auf den kirchlich-diplomatischen Dienst vorbereitete.
Zunächst wirkte Caputo an der römischen Kurie, als Referent in der Kardinalskongregation für außergewöhnliche kirchliche Angelegenheiten. Dann wechselte er in die Seelsorge seines Heimatlandes, wurde am 18. März 1883 zum Diözesanbischof von Monopoli ernannt und erhielt am 15. Mai 1883 die Bischofsweihe. Mit Datum vom 7. Juni 1886 avancierte der Prälat zum Bischof von Aversa, wo er bis zum 19. April 1897 blieb. An diesem Tag wurde er Titularerzbischof von Nikomedia und Leiter der Territorialprälatur Altamura-Gravina-Acquaviva delle Fonti. Caputo stand der diözesanähnlichen Prälatur bis Januar 1904 vor.
Mit Datum vom 14. Januar 1904 erhielt Erzbischof Carlo Caputo die Ernennung zum Apostolischen Nuntius im Königreich Bayern mit Sitz in München. Damit übte er diese Funktion auch für das restliche Deutschland aus, da es dort sonst nirgends eine Nuntiatur gab.
Zum Amtsantritt des neuen päpstlichen Gesandten schrieb das „Berliner Tageblatt“ (Abendausgabe) vom 4. März 1904, auf der ersten Seite: „München, - 3. März. Wünsche, Hoffnungen, Befürchtungen knüpfen sich jedesmal in reichstem Maße an die Tatsache eines Wechsels in der Person des apostolischen Nuntius in München. Seit acht Tagen weilt der neu ernannte Vertreter des heiligen Stuhles in unseren Mauern, und ich bin fest überzeugt, bei jedem, der das Glück hat, Monsignore Caputo - persönlich kennen zu lernen, werden die Befürchtungen schwinden, und an ihre Stelle wird Zuversicht und Vertrauen treten. “
Am 27. Dezember 1905 erteilte er im Dom von Eichstätt dem neuen Oberhirten Leo von Mergel die Bischofsweihe.
Der Priesterkomponist Heinrich Fidelis Müller komponierte einen „Jubelchor für Nuntius Caputo“ anlässlich seines Besuches beim Bonifatiusjubiläum in Fulda 1905.
Carlo Caputo verkehrte in seiner Zeit als Nuntius gerne im ehemaligen Kloster Holzen, damals ein Gut des Adeligen Ferdinand Fischler von Treuberg, wo sich auch dessen Verwandter Kaiser  Pedro II. von Brasilien öfter zu Besuch aufhielt.
Msgr. Caputo erkrankte an Magenkrebs und musste deshalb im August 1907 von seinem Amt in München resignieren. Er kehrte nach Italien zurück und starb schon ein Jahr später in seiner Heimatstadt Neapel.
Im Nachruf der katholischen Illustrierten „Stadt Gottes“ heißt es, er hat „als gewandter Diplomat und liebenswürdiger Charakter die Interessen der katholischen Kirche und des Heiligen Stuhles in geschickter und taktvoller Weise vertreten“.